# Grotte de Tavala
La grotte de Tavala est une grotte située au nord-ouest de l'île de Niue, proche du village d'Hikutavake.